# Птичнинское сельское поселение
Птичнинское се́льское поселе́ние — муниципальное образование в Биробиджанском районе Еврейской автономной области Российской Федерации.
Административный центр — село Птичник.

## История
Статус и границы сельского поселения установлены Законом Еврейской автономной области от 26 ноября 2003 года № 227-ОЗ «О статусе и границе Биробиджанского муниципального района»

## Население
| 2010  | 2011  | 2012  | 2013  | 2014  | 2015  | 2016  |
| ----- | ----- | ----- | ----- | ----- | ----- | ----- |
| 3818  | ↘3808 | ↘3790 | ↗3796 | ↘3788 | ↘3693 | ↘3569 |
| 2017  | 2018  | 2019  | 2020  | 2021  | 2023  |       |
| ↘3515 | ↘3418 | ↘3382 | ↘3327 | ↗3707 | ↘3663 |       |

## Состав сельского поселения
| № | Населённый пункт | Тип населённого пункта       | Население |
| - | ---------------- | ---------------------------- | --------- |
| 1 | Кирга            | село                         | ↘297      |
| 2 | Птичник          | село, административный центр | ↘3055     |
| 3 | Раздольное       | село                         | ↗327      |